# 1102
| [ Edytuj tabelę ]          |                                                                                     |
| Książę Polski              | - 1079 Władysław I Herman 1102 - 1102 Zbigniew 1107 - 1102 Bolesław Krzywousty 1138 |
| Król Angkoru               | - 1080 Dżajawarman VI 1107 - 1101 Nurpatindrawarman III 1113                        |
| Król Anglii                | - 1100 Henryk I 1135                                                                |
| Hrabia Barcelony           | - 1082 Rajmund Berengar III Wielki 1131                                             |
| Książę Bawarii             | - 1101 Welf II 1120                                                                 |
| Książę Burgundii           | - 1079 Eudes I Rudy 1102 - 1102 Hugo II 1143                                        |
| Cesarz Bizancjum           | - 1081 Aleksy I Komnen 1118                                                         |
| Cesarz Chin                | - 1100 Song Huizong 1125                                                            |
| Książę Czech               | - 1101 Borzywoj II 1107                                                             |
| Król Danii                 | - 1095 Eryk Dobry 1103                                                              |
| Władca Egiptu              | - 1101 Al-Amir 1130                                                                 |
| Król Francji               | - 1060 Filip I 1108                                                                 |
| Król Gruzji                | - 1089 Dawid IV Budowniczy 1125                                                     |
| Hrabia Holandii            | - 1091 Floris II Gruby 1121                                                         |
| Cesarz Japonii             | - 1086 Horikawa 1107                                                                |
| Kalif                      | - 1094 Al-Mustazhir 1118                                                            |
| Król Kastylii              | - 1072 Alfons VI Kastylijski 1109                                                   |
| Wielki książę Kijowa       | - 1093 Światopełk II Michał 1113                                                    |
| Patriarcha Konstantynopola | - 1084 Mikołaj III Gramatyk 1111                                                    |
| Władca Korei               | - 1095 Sukjong 1105                                                                 |
| Państwo Almorawidów        | - 1070 Jusuf ibn Taszfin 1106                                                       |
| Król Norwegii              | - 1093 Magnus III Bosy 1103                                                         |
| Książę Obodrzyców          | - 1093 Henryk Gotszalkowic 1127                                                     |
| Hrabia Palatynatu          | - 1095 Zygfryd z Ballenstadt 1113                                                   |
| Papież                     | - 1099 Paschalis II 1118 - 1102 Albert (antypapież) 1102                            |
| Hrabia Portugalii          | - 1093 Henryk Burgundzki 1112                                                       |
| Sułtan Rumu                | - 1086 Kilidż Arslan I 1107                                                         |
| Cesarz Rzymski (niemiecki) | - 1084 Henryk IV 1105                                                               |
| Książę Saksonii            | - 1072 Magnus 1106                                                                  |
| Sułtan Wielkich Seldżuków  | - 1092 Barkijaruk 1104                                                              |
| Król Szkocji               | - 1097 Edgar 1107                                                                   |
| Król Szwecji               | - 1083 Inge I Starszy 1110                                                          |
| Doża Wenecji               | - 1096 Vitale I Michiel 1102 - 1102 Ordelafo Faliero 1117                           |
| Król Węgier                | - 1095 Koloman Uczony 1116                                                          |

Rok 1102 / MCII
stulecia: XI wiek ~
XII wiek ~
XIII wiek

lata: 1092 «
1097 «
1098 «
1099 «
1100 «
1101 «
1102
» 1103
» 1104
» 1105
» 1106
» 1107
» 1112

## Wydarzenia w Polsce
- Kraków został zajęty przez Bolesława III Krzywoustego.
- Bolesław Krzywousty wyruszył z pierwszą zbrojną wyprawą na Pomorze. Zdobył i spalił gród w Białogardzie[1].

## Wydarzenia na świecie
- 17 maja – porażka wojsk Królestwa Jerozolimskiego w II bitwie pod Ramlą z Fatymidami z Egiptu.

- Koniec rządów chorwackich królów i książąt w Chorwacji, unia personalna z Węgrami.
- Walencja została zdobyta przez Almorawidów.

## Urodzili się
- 7 lutego – Matylda, cesarzowa Niemiec (zm. 1167)

## Zmarli
- 19 maja – Stefan Henryk, hrabia Blois (ur. ok. 1045)
- 4 czerwca – Władysław I Herman, książę Polski (ur. ok. 1043)